# Andreas Baum (Schriftsteller)
Andreas Baum (geb. 1967 in Göttingen) ist ein deutscher Schriftsteller und  Journalist.

## Leben
Baum ist aufgewachsen in Nairobi und Witzenhausen (Nordhessen). Er studierte in Berlin und Mexiko-Stadt Publizistik und Lateinamerikanistik und ist als Onkel Andi Mitbegründer und  Host des Podcasts Küchenradio. Gemeinsam mit Andrea Frey ist er seit 2013 zudem Host des Literaturpodcasts Mein Freund der Baum. Außerdem war er Dozent an der medienwissenschaftlichen Fakultät der Universität Siegen. 
Er lebt in Berlin und arbeitet als Redakteur und Autor bei Deutschlandfunk Kultur und Deutschlandfunk. Im Herbst 2021 gründete er mit dem Schriftsteller Klaus Ungerer die Novellen-Reihe edition schelf.

## Schriften
- Wir waren die neue Zeit, Rowohlt, Reinbek bei Hamburg 2016, ISBN 978-3-498-05810-4.[3]
- Der Dienst. In: Online-Anthologie des Nordhessischen Autorenpreises. 2018.
- Niederlage ohne Heldenlied. In: Wiener Tagebuch 11/2020
- Hier bist du sicher. Eine afghanische Novelle, edition schelf, Berlin 2021, ISBN 978-3-754900-28-4.
- Falken klauen. Novelle, edition schelf, Berlin 2022, ISBN 978-3-757505-25-7.

## Preise
- 2017: Literaturstipendium der Stiftung Preußische Seehandlung
- 2018: Alfred-Döblin-Stipendium der Akademie der Künste Berlin